# Tony Soper
Anthony Soper (* 10. Januar 1929 in Southampton, Hampshire; † 18. September 2024), vornehmlich als Tony Soper zitiert, war ein britischer Autor, Rundfunkmacher und Naturforscher.

## Leben
Soper wuchs in Plymouth auf, wo er ab 1934 die Hyde Park Elementary School und ab 1940 die Devonport High School for Boys absolvierte. Im September 1947 begann er seine Ausbildung bei der BBC, wo er sich vom Studioleiter zum Produzenten von Radiosendungen hocharbeitete und dann zum Fernsehen wechselte. Drei Monate durchlief er die Engineering Training School in Evesham. Im Januar 1948 begann er als Technischer Assistent der Klasse 3 im Kontrollraum in Aldenham beim World Service Radio. Anschließend wechselte er als Junior-Programmingenieur in die Programmabteilung, wo er als stellvertretender Studioleiter tätig war. 1950 ging er nach Bristol zum West of England Home Service, wo er unter dem Feature-Produzenten Desmond Hawkins arbeitete. Zu den von ihm produzierten nationalen Radiosendungen gehörte Birds In Britain und The Naturalist, wobei er mit Mitarbeitern wie Sir Peter Markham Scott, James Fisher, Brian Vesey-Fitzgerald und Max Knight in Kontakt kam. 1954 wurde Soper Assistenzproduzent in der Abteilung Features in Bristol. Im Januar 1954 erfolgte mit der Sendung Wild geese in winter vom Wildfowl Trust in Slimbridge Sopers erste Liveübertragung für das Fernsehen der BBC. Desmond Hawkins fungierte als Produzent und Nicky Crocker als Regisseur. Soper war noch immer Studioleiter beim Radio und arbeitete nebenbei als inoffizieller Assistent des Sendeleiters Pete Bale. Im Dezember 1954 wirkte er an einer Liveübertragung über eine Höckerschwan-Zählung mit, die von Bruce Campbell, dem damaligen Vorsitzenden des British Trust for Ornithology (BTO), vorgestellt wurde. Das Ergebnis der Sendung waren 2.000 Aufzeichnungen von Höckerschwanennestern im Vereinigten Königreich. Aus Sicht der BTO war dies eine beeindruckende Resonanz, die sich langfristig auf ihre Beziehung zum Fernsehen auswirkte. Der Erfolg anderer Sondersendungen in den Jahren 1954/55 über Pinguine, Kragenenten, das Wilde Amerika führte 1955 zur Sendung Woodpeckers, dem ersten Studiointerview mit Filmeinblendungen, bei dem Sir Peter Scott ein Gespräch mit Heinz Sielmann führte.
Durch den Erfolg von Woodpeckers begann die Entwicklung und regelmäßige Ausstrahlung der langjährigen Dokumentarserie Look ab dem 14. Juni 1955. Sie wurde von Desmond Hawkins produziert und zunächst aus den Lime-Grove-Studios in London gesendet, doch schon bald wich das Team in das große Musikstudio 1 in Bristol aus, das mit dem Ü-Wagen der Region West verbunden war. Soper war Abteilungsleiter und bediente den 16-mm-Projektor von Bell & Howell, mit dem die Telecine-Einrichtungen für die Proben genutzt wurden. Im September 1955 wurde Hawkins Leiter der West Region Programmes und 1956 Produzent in der Abteilung Features in Bristol. Er produzierte die Serie Look für die Saison 1956/57, die sehr gute Einschaltquoten hatte.
Im September 1957 war Soper Mitbegründer der Natural History Unit (NHU) der BBC und gemeinsam mit Patrick Beech, dem damaligen Leiter der Region BBC South West, deren erster Produzent. Im Februar 1958 zeigte die BBC mit The Fulmar die erste abendfüllende Folge der Serie Look, die im Rahmen der NHU entstanden war. Im selben Jahr produzierte Soper die dreiteilige Reihe To Bafut for Beef von Gerald Durrell.
Ausgebildet als Gerätetaucher, besorgte Soper der BBC die erste Unterwasserkamera von Bolex. Über einen Zeitraum von 18 Monaten produzierte er die Tauchserie Adventure with Hans Hass von Hans und Lotte Hass, die von 1958 bis 1960 ausgestrahlt wurde.
Soper moderierte mehrere Live-TV-Programme wie Wildtrack (1978), Beside the Sea (1979), Birdwatch (1980), Birdspot (1983), Discovering Birds (1983), Nature (von John H. Sparks, 1983) und Discovering Animals (1986). Ab 1962 führte er auch gemeinsam mit Johnny Morris durch die Sendereihe Animal Magic. Zudem hatte er eine regelmäßige Kolumne in der Mitgliederzeitschrift der Royal Society for the Protection of Birds (RSPB).
Als Expeditionsleiter und Pionier des Wildlife Cruising (Ökotourismus auf Kreuzfahrtschiffen) erkundete er beide Polarregionen.
Sopers Frau Hilary, mit der er zwei Söhne hatte, ist Tiermalerin.

## Auszeichnungen
Soper wurde mit dem Peter Scott Memorial Award der British Naturalists’ Association ausgezeichnet.

## Schriften
- BBC Childrens Annual 1959, 1959
- mit Robert Gillmor (Illustrator): The Bird Table Book – A Guide To Food And Shelter For Wild Birds (1965, mehrere Auflagen bis 2006)
- mit John H. Sparks und Robert Gillmor (Illustrator): Penguins, 1967
- mit Crispin Gill und Frank Booker: The Wreck of the Torrey Canyon, 1967
- Owls: Their Natural and Unnatural History, 1970
- mit Robert S. Arbib, Jr.: Hungry Bird Book: How to Make Your Garden Their Haven on Earth, 1970
- mit John H. Sparks: Bird Behavior, 1970
- The Shell Book of Beachcombing, 1972
- Wildlife Begins at Home, 1975
- Everyday Birds, 1977
- mit Noel Cusa (Illustrator): Seawatching, 1978
- mit Hilary Soper: Beside the Sea, 1979
- mit F. O. Morris: British Birds. A Selection from the Original Work, 1981
- mit Robert Gillmor (Illustrator): Birdwatch, 1982
- Wild Life of the Dart Estuary, 1982
- Discovering Birds: Practical Guide to Birdcraft, 1983
- Wildlife of the Exe Estuary, 1983
- The National Trust Guide to the Coast, 1984
- mit John Busby: Discovering Animals: An Introduction to British Land and Freshwater Mammals, 1985
- RSPB Year Book, 1987
- A Passion for Birds, 1988
- mit Mick Loates (Illustrator): Go Birding, 1988
- Oceans of Birds, 1988
- mit Roger Lovegrove: Birds in Your Garden: A Month-By-Month Guide, 1989
- mit John H. Sparks und Robert Gillmor (Illustrator): Parrots: A Natural History, 1990
- Feed the Birds, 1991
- The Shell Book of the Shore, 1991
- mit Peter Hayman (Illustrator): RSPB Year Book, 1992
- mit Dafila Scott (Illustratorin): Antarctica: A Guide to the Wildlife, 1994
- mit Andrew Cleve: Birds of Britain and Europe (Country Guides), 1995
- mit John H. Sparks: Owls, 1995
- In the Wake of Shackleton: 25 February to 20 March 1998 Aboard the RV Professor Molchanov, 1998
- The Arctic: A Guide to Coastal Wildlife, 2001
- Wildlife of Coastal Waters: British Isles, 2001
- mit Dan Powell (Illustrator): Wildlife of the North Atlantic: A Cruising Guide – British Isles, Faroes, Norway, Iceland, Southern Greenland, Newfoundland, 2008
- Northwest Passage: Atlantic to Pacific – A Portrait and Guide, 2012
- The Antarctic Ditty Bag, 2021